# ان‌جی‌سی ۴۹۱
ان‌جی‌سی ۴۹۱ (انگلیسی: NGC 491) یک کهکشان مارپیچی میله‌ای است که در فاصله ۱۶۱ میلیون سال نوری از زمین و در صورت فلکی سنگتراش قرار دارد. کهکشان NGC 491 توسط جان هرشل در ۲۵ سپتامبر ۱۸۳۴ کشف شد.